# Tân chính Kemmu
| Lịch sử Nhật Bản | Lịch sử Nhật Bản |
| --- | ---------------- |
| Tiền sửThời kỳ đồ đá cũ ~15000 TCN Thời kỳ Jōmon (Thằng Văn) ~15000 TCN–300 TCN Thời kỳ Yayoi (Di Sinh) tk 4 TCN–tk 3 |                  |
| Cổ đạiThời kỳ Kofun (Cổ Phần) tk 3–tk 7 Thời kỳ Asuka (Phi Điểu) 592–710 Thời kỳ Nara (Nại Lương) 710–794 Thời kỳ Heian (Bình An) 794–1185 |                  |
| Phong kiếnThời kỳ Kamakura (Liêm Thương) 1185–1333 Tân chính Kemmu (Kiến Vũ) 1333–1336 Thời kỳ Muromachi (Thất Đinh) 1336–1573 Thời kỳ Nam-Bắc triều 1336–1392 Thời kỳ Chiến Quốc 1467–1590 Thời kỳ Azuchi-Momoyama (An Thổ-Đào Sơn) 1573–1603 Mậu dịch Nanban (Nam Man) Chiến tranh Nhật Bản – Triều Tiên 1592–1598 Thời kỳ Edo/Tokugawa (Giang Hộ/Đức Xuyên)1603–1868 Chiến tranh Nhật Bản – Lưu Cầu Chiến dịch Ōsaka (Đại Phản) Tỏa Quốc Đoàn thám hiểm Perry Hiệp ước Kanagawa (Thần Nại Xuyên) Bakumatsu (Mạc mạt) Minh Trị Duy tân Chiến tranh Boshin (Mậu Thìn) |                  |
| Hiện đạiThời kỳ Minh Trị (Meiji) 1868–1912 Nhật xâm lược Đài Loan 1874 Chiến tranh Tây Nam Chiến tranh Nhật–Thanh Hiệp ước Mã Quan Chiến tranh Ất Mùi 1895 Phong trào Nghĩa Hòa Đoàn Hòa ước Portsmouth Hiệp ước Nhật–Triều 1910 Thời kỳ Đại Chính (Taishō) 1912-1926 Nhật Bản trong Thế chiến thứ nhất Sự can thiệp của Nhật Bản vào Siberia Đại thảm họa động đất Kantō 1923 Thời kỳ Chiêu Hòa (Shōwa) 1926–1989 Chủ nghĩa quân phiệt Nhật Bản Sự kiện Phụng Thiên Nhật Bản xâm lược Mãn Châu Hiệp ước chống Quốc tế Cộng sản Chiến tranh Trung–Nhật Cuộc tấn công Trân Châu Cảng Vụ ném bom nguyên tử xuống Hiroshima và Nagasaki Chiến tranh Xô–Nhật Nhật Bản đầu hàng Thời kỳ bị chiếm đóng 1945-1952 Nhật Bản thời hậu chiếm đóng Kỳ tích kinh tế Nhật Bản thời hậu chiến Thời kỳ Bình Thành (Heisei) 1989–2019 Thập niên mất mát Động đất Kobe 1995 Cool Japan Động đất và sóng thần Tōhoku 2011 Thời kỳ Lệnh Hòa (Reiwa) 2019–nay Đại dịch COVID-19 tại Nhật Bản |                  |
| Xem thêm Thiên hoàng • Niên biểu • Đế quốc Nhật Bản Kinh tế • Giáo dục • Quân sự • Hải quân • Di sản thế giới |                  |
| x t s |                  |

Tân chính Kemmu (建武の新政 (Kiến Vũ Tân chính) Kemmu no shinsei) là một giai đoạn trong lịch sử Nhật Bản diễn ra từ năm 1333 đến năm 1336. Nó đánh dấu ba năm từ khi Mạc phủ Kamakura sụp đổ đến khi Mạc phủ Ashikaga ra đời, khi Thiên hoàng Go-daigo cố xác lập lại Đế quyền bằng cách lật đổ chế độ Mạc phủ.

## Bối cảnh
Cho đến đầu thế kỷ 14, Mạc phủ Kamakura của gia tộc Hōjō đang ở trong tình thế lộn xộn-những nỗ lực để chống lại những cuộc xâm lược của Đế quốc Mông Cổ trong các năm 1274 và 1281 rất tốn kém, và Shogun không thể ban thưởng cho người đứng đầu các tỉnh đã tập hợp lại dưới trướng ông.
Năm 1318 Thiên hoàng Go-daigo thuộc chi thứ của Hoàng gia lên ngôi, nhưng miễn cưỡng phải thoái vị dưới sức ép của chi trưởng vì quyết tâm lật đổ Mạc phủ. Ông bị lưu đày năm 1331, và những người ủng hộ ông như các võ sỹ tại các tỉnh như Kusunoki Masahige tiếp tục đấu tranh, năm 1333, Mạc phủ bị tiêu diệt khi Ashikaga Takauji quay lưng lại với họ. Go-daigo trở về kinh đô Kyoto thuyết phục rằng những ngày của Shogun cùng những kẻ tiếm quyền khác đã qua và Thiên hoàng có thể lại thống trị không chỉ trên danh nghĩa mà cả thực quyền một lần nữa.
Tuy vậy, triều Go-daigo không hề có kinh nghiệm quản lý lẫn quyền lực tại các tỉnh để giải quyết thực tế của một xã hội do các võ sĩ làm chủ. Thiên hoàng Go-daigo từ chối bổ nhiệm Ashikaga Takauji làm Shogun (Chinh di Đại tướng quân) kể cả khi ông trực tiếp yêu cầu năm 1335, và khi ông giao tranh với Ashikaga Takauji năm 1336, kết quả không còn nghi ngờ gì nữa. Ông chạy về phương Nam, từ Kyoto đến Yoshino, trong khi Takauji thiết lập một Mạc phủ mới tại kinh đô Kyoto, gọi là Mạc phủ Muromachi, đánh bại những người trung thành còn lại trong trận đánh gần Kobe, và đưa một Thiên hoàng bù nhìn lên ngôi. Điều này mở đầu cho sự phân ly của hai nhánh thù địch trong Hoàng gia kéo dài cho đến năm 1392. Gia tộc Ashikaga của Takauji nắm ngôi Shogun trong suốt thời Muromachi.
Tân chính Kemmu thất bại, nhưng nó vẫn để lại tư tưởng về Đế quyền, cuối cùng sẽ chấm dứt kỷ nguyên thống trị của các Tướng quân vào năm 1868 với cuộc Minh Trị Duy Tân 5 thế kỷ sau đó.

## Tân chính Kemmu trong văn học
Trong cuốn tiểu thuyết lịch sử hư cấu Romanitas của Sophia McDougall, Tân chính Kemmu trở thành một sự kiện quan trọng trong lịch sử Nhật Bản, có thể sánh ngang với cuộc Minh Trị Duy Tân. Theo đó, Thiên hoàng Go-daigo đã có được (một cách bí mật) công nghệ thuốc súng từ Đế quốc La Mã vẫn còn tồn tại (và đang lên), và từ vào đó thách thức La Mã vì quyền thống trị thế giới trong những thế kỷ tiếp sau.